# Конда Бимбаша
Конда Бимбаша (1783, Јањина, Епир – 1807, Троноша код Лознице) је био учесник Првог српског устанка. Пореклом је био Цинцарин.
Приликом Карађорђевог ослобађања Београда (1806), Конда је са пет момака обучен као Турски војник, на препад отворио Сава капију и омогућио Узун Мирку да са 150 својих момака улети у град, за њима је ишао Карађорђе са 2.000 људи под оружјем. Препад и јуриш кроз Сава капију је био кључан за освајање Београда. Приликом освајања Сава капије Конда и Узун Мирко су били тешко рањени, док је од пет људи из пратње само један преживео напад. Током ослобађања Београда погинуло је око 50 Срба укључујући и Васу Чарапића.
Кондина улица се налази у најстрожем центру Београда, одмах до Радио Београда.